# Stanisław Aleksander Metelski
Stanisław Aleksander Metelski (ur. 25 stycznia 1885 w Opolu Lubelskim, zm. 10 kwietnia 1965 w Zgierzu) – prezydent Zgierza.

## Życiorys
Urodził się 25 stycznia 1885 roku w Opolu Lubelskim w umiarkowanie zamożnej rodzinie ziemiańskiej posiadającej swoje dobra ziemskie w Metelinie i Rzeczycy.
W 1924 r. uzyskał uprawnienia do nauczania przyrodoznawstwa w szkołach średnich. Nauczał m.in. w Gimnazjach w Lublinie i w Puławach, następnie w Gimnazjum w Ciechanowie. W okresie 1 marca 1928 – 25 września 1931 pełnił funkcję dyrektora Gimnazjum im. Mikołaja Kopernika w Grajewie, skąd został przeniesiony do Gimnazjum i Liceum w Zgierzu. Tam pełnił funkcje nauczyciela biologii, a później pełnił funkcję dyrektora.
Po wyzwoleniu Zgierza w 1945 r. ciesząc się zaufaniem mieszkańców i powstających władz, został pierwszym prezydentem miasta Zgierza. Był organizatorem życia społecznego, gospodarczego i kulturalnego w tym trudnym okresie. Zmęczony nadmierną pracą i chorobą żony, którą była również nauczycielka Maria Rzeczycka, z początkiem lat pięćdziesiątych przeszedł w stan spoczynku. 
Zmarł 10 kwietnia 1965 r. Spoczął na cmentarzu przy ul. Piotra Skargi w Zgierzu.